# MacGregor Peaks
Die MacGregor Peaks sind bis zu 340 m hohe Berggipfel auf der Livingston-Insel im Archipel der Südlichen Shetlandinseln. Auf der Hurd-Halbinsel ragen sie auf halbem Weg zwischen dem Binn Peak und dem Moores Peak auf.
Das UK Antarctic Place-Names Committee benannte sie 1990 nach Kapitän Christopher MacGregor, Schiffsführer der Brigg Minstrel aus London, die zwischen 1820 und 1821 in den Gewässern um die Südlichen Shetlandinseln operierte.